# Наоја Кондо
Наоја Кондо (јап. 近藤 直也; 3. октобар 1983) јапански је фудбалер.

## Каријера
Током каријере играо је за Кашива Рејсол, ЈЕФ Јунајтед Чиба и Токио Верди.

## Репрезентација
За репрезентацију Јапана дебитовао је 2012. године.

## Статистика
| Јапан  | Јапан | Јапан |
| Год.   | Ута.  | Гол.  |
| ------ | ----- | ----- |
| 2012   | 1     | 0     |
| Укупно | 1     | 0     |